# Henk Warnas
Henk Warnas (Slikkerveer, 7 december 1943) is een voormalig voetballer van Feyenoord, Go Ahead Eagles en PEC Zwolle.

## Voetbalcarrière
Warnas speelt in de jeugd voor amateurclub SV Slikkerveer en Feyenoord, maar na zijn debuut voor de Rotterdammers blijft een echte doorbraak uit. Warnas moet international Cor Veldhoen voor zich dulden op de linksbackpositie.
Warnas vertrekt naar Go Ahead Eagles, waarmee hij in zijn eerste seizoen direct de KNVB bekerfinale bereikt. Tegenstander in de finale is uitgerekend Feyenoord, dat met 3–0 te sterk is voor de Deventenaren. Doordat Feyenoord in 1965 ook landskampioen wordt, mag Go Ahead als verliezend bekerfinalist Europa in. In september 1965 is Celtic over twee wedstrijden veel te sterk, maar de Deventenaren groeien eind jaren zestig uit tot een stabiele subtopper in Nederland.
Warnas profiteert mee van de successen van zijn club en maakt eind 1967 zelfs zijn debuut in het Nederlands voetbalelftal. In 1968 volgen nog vier interlands. Warnas blijft Go Ahead Eagles jarenlang trouw. Tot en met 1976 reikt hij tot ruim 350 wedstrijden in de eredivisie.
In 1976 stapt de dan 32-jarige Warnas over naar buurman PEC Zwolle. Met de Zwollenaren haalt hij in 1977 andermaal de finale om de KNVB-Beker. FC Twente is daarin na verlenging met 3–0 echter te sterk. Een jaar later wordt Warnas met de Zwollenaren kampioen van de eerste divisie, waarna hij zijn carrière afsluit.

## Statistieken
| Seizoen | Club            | Land      | Competitie     | Wed. | Goals |
| ------- | --------------- | --------- | -------------- | ---- | ----- |
| 1963/64 | Feyenoord       | Nederland | Eredivisie     | 1    | 0     |
| 1964/65 | Go Ahead        | Nederland | Eredivisie     | 30   | 0     |
| 1965/66 | Go Ahead        | Nederland | Eredivisie     | 29   | 1     |
| 1966/67 | Go Ahead        | Nederland | Eredivisie     | 34   | 0     |
| 1967/68 | Go Ahead        | Nederland | Eredivisie     | 34   | 0     |
| 1968/69 | Go Ahead        | Nederland | Eredivisie     | 29   | 0     |
| 1969/70 | Go Ahead        | Nederland | Eredivisie     | 34   | 0     |
| 1970/71 | Go Ahead        | Nederland | Eredivisie     | 34   | 2     |
| 1971/72 | Go Ahead Eagles | Nederland | Eredivisie     | 31   | 0     |
| 1972/73 | Go Ahead Eagles | Nederland | Eredivisie     | 34   | 0     |
| 1973/74 | Go Ahead Eagles | Nederland | Eredivisie     | 15   | 1     |
| 1974/75 | Go Ahead Eagles | Nederland | Eredivisie     | 34   | 0     |
| 1975/76 | Go Ahead Eagles | Nederland | Eredivisie     | 26   | 0     |
| 1976/77 | PEC Zwolle      | Nederland | Eerste divisie | 36   | 1     |
| 1977/78 | PEC Zwolle      | Nederland | Eerste divisie | 36   | 1     |
| Totaal  | Totaal          | Totaal    | Totaal         | 437  | 9     |

## Interlandcarrière
Warnas heeft 5 interlands gespeeld voor het Nederlands elftal. Op 29 november 1967 speelde hij zijn eerste wedstrijd tegen de Sovjet Unie. De eindstand van de wedstrijd was 3–1.
| Interlands van Henk Warnas voor Nederland | Interlands van Henk Warnas voor Nederland | Interlands van Henk Warnas voor Nederland | Interlands van Henk Warnas voor Nederland | Interlands van Henk Warnas voor Nederland | Interlands van Henk Warnas voor Nederland |
| №                                         | Datum                                     | Wedstrijd                                 | Uitslag                                   | Soort Wedstrijd                           | Doelpunten                                |
| Als speler bij Go Ahead                   | Als speler bij Go Ahead                   | Als speler bij Go Ahead                   | Als speler bij Go Ahead                   | Als speler bij Go Ahead                   | Als speler bij Go Ahead                   |
| ----------------------------------------- | ----------------------------------------- | ----------------------------------------- | ----------------------------------------- | ----------------------------------------- | ----------------------------------------- |
| 1.                                        | 29 november 1967                          | Nederland – Sovjet-Unie                   | 3 – 1                                     | Vriendschappelijk                         | 0                                         |
| 2.                                        | 7 april 1968                              | Nederland – België                        | 1 – 2                                     | Vriendschappelijk                         | 0                                         |
| 3.                                        | 1 mei 1968                                | Polen – Nederland                         | 0 – 0                                     | Vriendschappelijk                         | 0                                         |
| 4.                                        | 30 mei 1968                               | Nederland – Schotland                     | 0 – 0                                     | Vriendschappelijk                         | 0                                         |
| 5.                                        | 6 juni 1968                               | Roemenië – Nederland                      | 0 – 0                                     | Vriendschappelijk                         | 0                                         |

## Erelijst

### MetPEC Zwolle
| Nationaal               |    |         |
| Kampioen Eerste Divisie | 1x | 1977/78 |